# 黄达人
黄达人（1945年4月—），出生于浙江省象山县。中國数学家，原中山大学校长。

## 生平
1962年—1968年，本科就读于浙江大学数学系。1978年—1981年，就读于浙江大学数学系研究生院，获理学硕士学位，毕业后留校任教。1985年—1986年，美国南卡罗来纳大学数学系访问学者。回国后历任浙江大学数学系副主任、教务处长、副教务长等职务。1988年，升任教授。1992年—1998年，就任浙江大学副校长。1998年11月，调任中山大学副校长。1999年7月，就任中山大学校长。2008年起担任全国人大代表。2010年12月，卸任中山大学校长。2010年12月，就任中山大学保密学院院长。

## 学术
主要研究领域为线性算子逼近、非线性逼近、求积公式与最优算法等。在多进制小波构造和性质等方面的研究居国际领先水平。曾发表学术论文100余篇。

## 荣誉

### 外国勋章奖章
- 国家功绩骑士勋章（法国，2011年6月1日于广州颁发[2][3]）